# نيسان اس 130
نيسان اس 130 (بالإنجليزية: Nissan S130)‏ هي سيارة رياضية من صناعة نيسان موتورز أنتجت في 1978 وتوقف إنتاجها في 1983.